# Krutkällaren

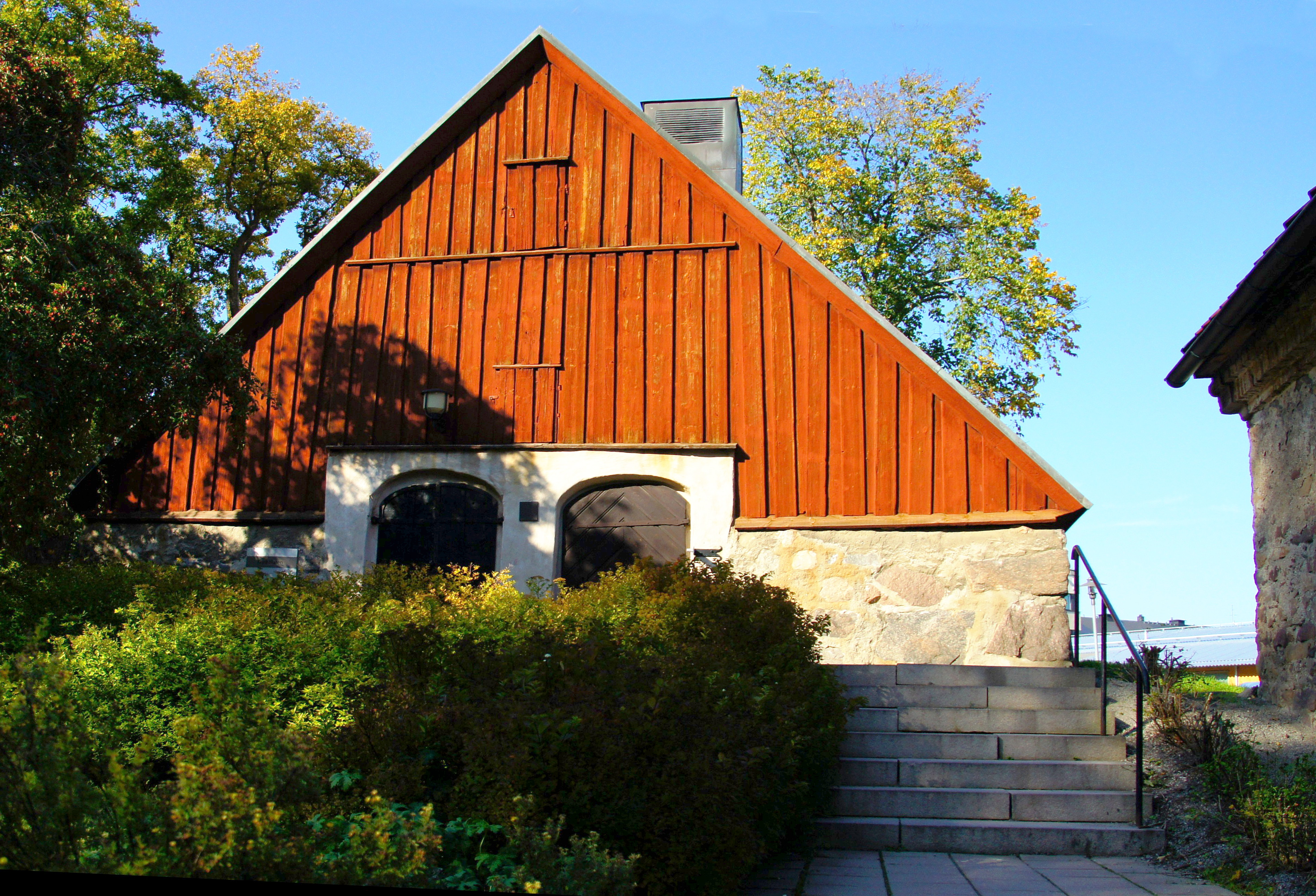
Krutkällaren 2011.

Krutkällaren är en kulturhistoriskt värdefull byggnad i kvarteret Förrådsbacken belägen i Radiohusparken mellan Radiohuset och TV-huset på Östermalm i Stockholm.

## Historik

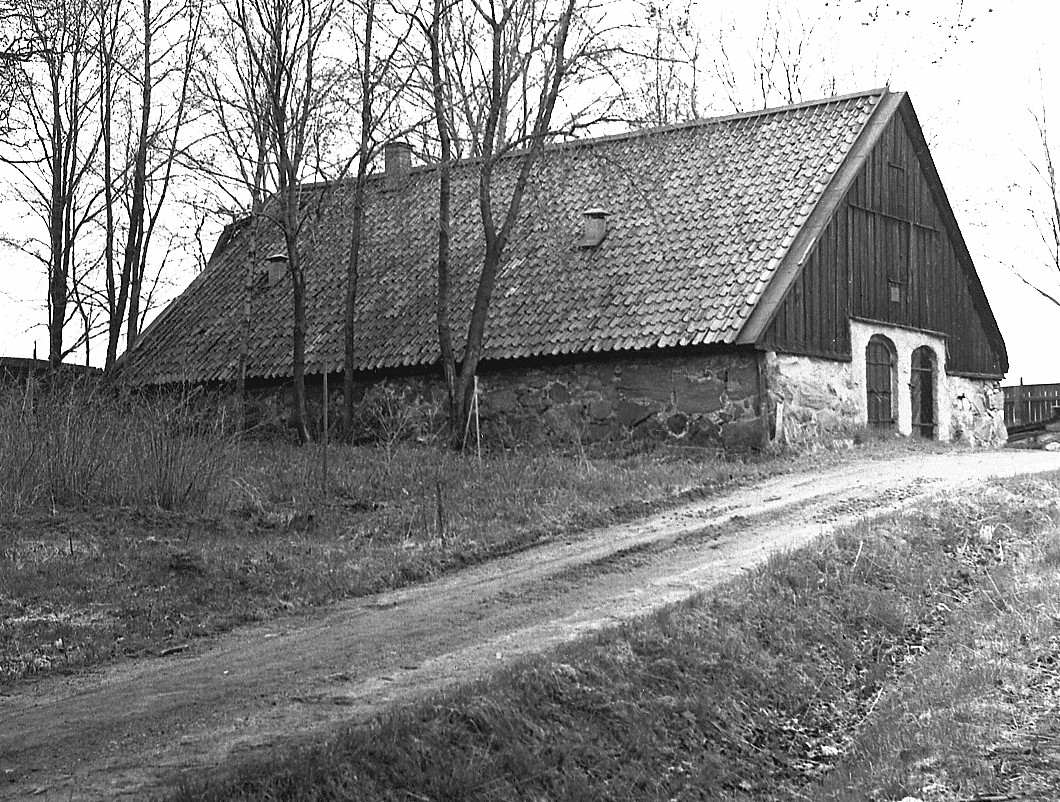
Krutkällaren 1958.

Krutkällaren uppfördes 1717 sedan det tidigare krutförrådet exploderat. Byggnaden är ett envåningshus uppfört av stora stenblock under ett högt tegeltäckt sadeltak. Byggnaden ingick tidigare tillsammans med Karl Johansförrådet och Stora Stenskjulet i en krut- och kulfabrik som hörde till Svea artilleriregementes laboratorium. Verksamheten fanns kvar till början av 1900-talet. På 1950- och 1960-talen uppfördes här Radiohuset och TV-huset. Krutkällaren upprustades på 1980- och 1990-talen och används idag som konferens- och klubblokal. 
Byggnaden är sedan 1934 ett statligt och sedan 1996 ett enskilt byggnadsminne. Huset är blåmärkt av Stadsmuseet i Stockholm, vilket är det starkaste skyddet och innebär "att bebyggelsen bedöms ha synnerligen höga kulturhistoriska värden". Området är inte längre tillgängligt för allmänheten eftersom det ingår i ett civilt skyddsobjekt omfattande Sveriges Radios och Sveriges Televisions byggnader.